# Siergiej Tołstow
Siergiej Pawłowicz Tołstow (ros. Сергей Павлович Толстов; ur. 12 stycznia?/25 stycznia 1907 w Petersburgu, zm. 1976) – rosyjski historyk, archeolog, etnograf i orientalista. Znawca historii i kultury ludów Azji Środkowej, zwłaszcza Chorezmu. Organizator (1937) i kierownik (do 1969) chorezmijskiej ekspedycji archeologiczno-etnograficznej. 
W 1930 r. ukończył studia na Moskiewskim Uniwersytecie Państwowym. W latach 1929–1936 był zatrudniony w Muzeum Ludów Związku Radzieckiego. W 1939 r. objął katedrę etnografii Uniwersytetu Moskiewskiego, którą kierował do 1951 r.
W 1953 r. został wybrany członkiem korespondentem Akademii Nauk ZSRR. W latach 1942–1966 był dyrektorem Instytutu Etnografii.
Był redaktorem i jednym z autorów wielotomowego wydawnictwa Narody mira. Do jego głównych prac należą: Starożytny Chorezm (1948, wyd. pol. 1954), Śladami cywilizacji starożytnego Chorezmu (1948, wyd. pol. 1953).